# Pegomya sobria
Pegomya sobria este o specie de muște din genul Pegomya, familia Anthomyiidae. A fost descrisă pentru prima dată de Albuquerque și Márcia Souto Couri în anul 1981. Conform Catalogue of Life specia Pegomya sobria nu are subspecii cunoscute.